# Stade de Borj Louzir
 (décembre 2020).
Si vous disposez d'ouvrages ou d'articles de référence ou si vous connaissez des sites web de qualité traitant du thème abordé ici, merci de compléter l'article en donnant les références utiles à sa vérifiabilité et en les liant à la section « Notes et références ».
Le stade de Borj Louzir (arabe : ملعب برج الوزير) est un stade de football situé à Borj Louzir dans la municipalité de La Soukra dans le gouvernorat de l'Ariana en Tunisie.

## Histoire
Ouvert en 2007, il accueille les matchs de la Jeunesse sportive de La Soukra et de l'Avenir sportif de La Soukra. Le stade accueille également les matchs de l'Association sportive de l'Ariana entre 2007 et 2015.

## Évènements
Le 5 août 2015, le stade accueille la rencontre du huitième de finale de la Coupe de Tunisie entre la Jeunesse sportive de La Soukra et l'Espérance sportive de Tunis, lors de laquelle le stade enregistre une affluence record.
Il accueille également à plusieurs reprises les finales de la coupe de Tunisie des jeunes.

## Galerie

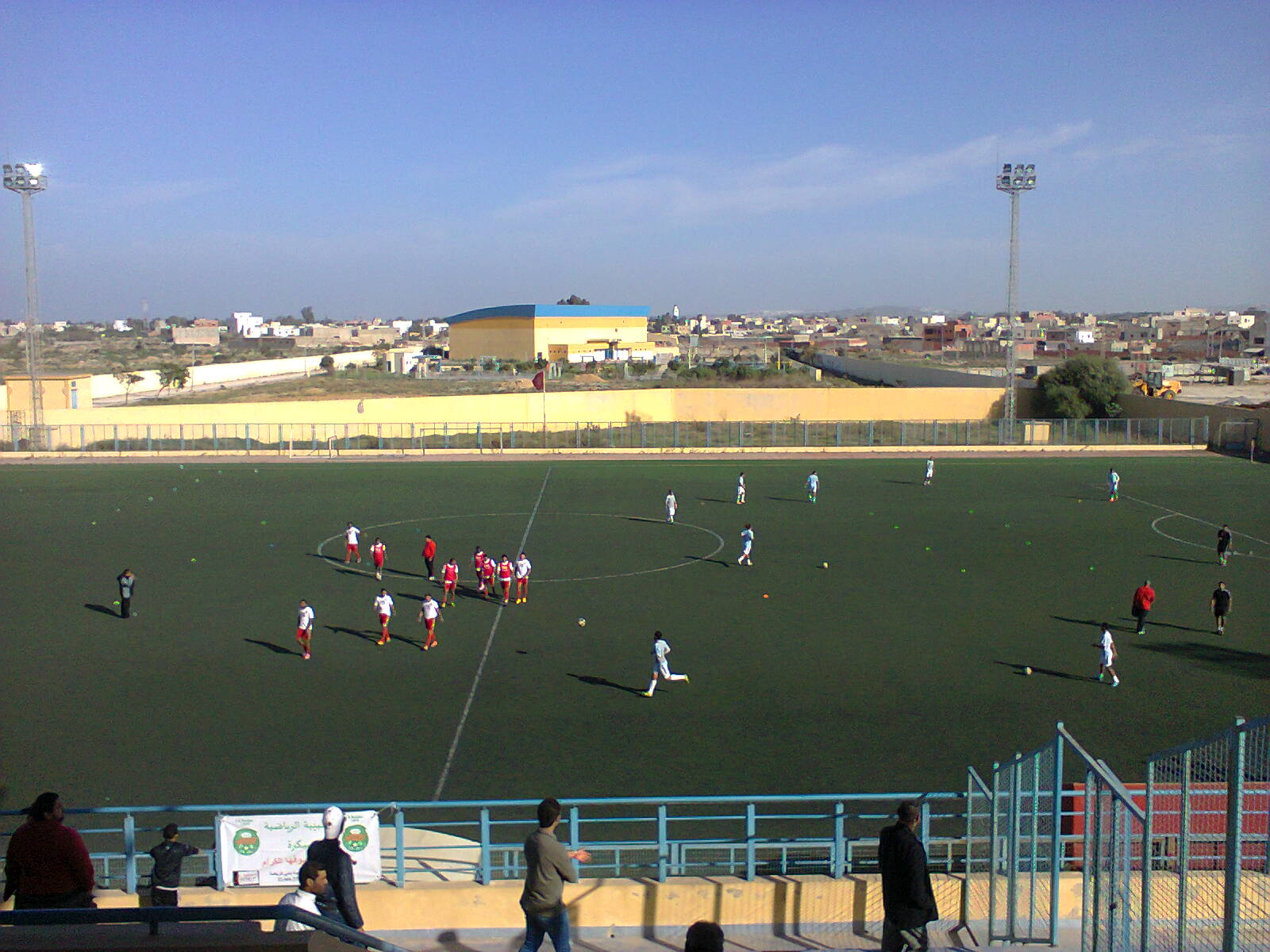
Vue prise de l'enceinte du stade lors d'un match entre l'AS Ariana et le CS Msaken en 2014.